# Missões diplomáticas de Palau

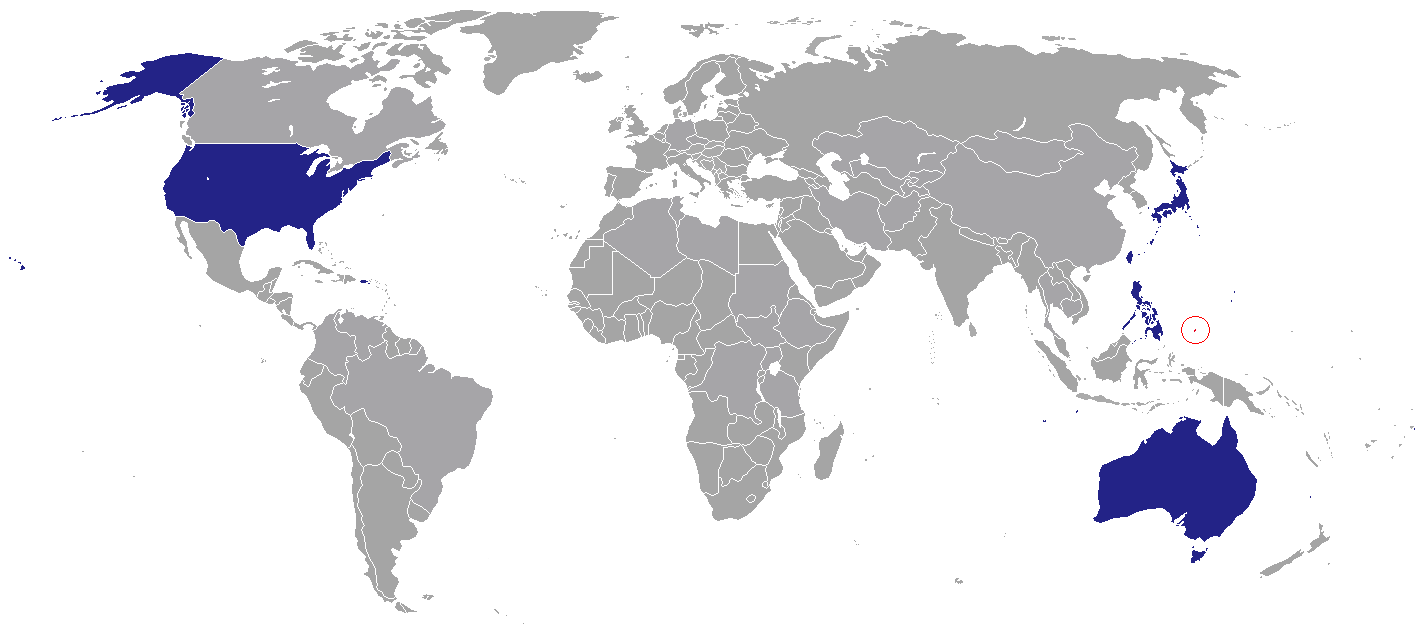
Missões diplomáticas de Palau

Abaixo estão listadas as embaixadas e consulados de Palau:

## América
- Estados Unidos
  - Washington, DC (Embaixada)
  - Saipan, Marianas Setentrionais (Consulado-geral)
  - Tamuning, Guam (Consulado-geral)

## Ásia
- Filipinas
  - Manila (Embaixada)
- Japão
  - Tóquio (Embaixada)
- Taiwan
  - Taipé (Embaixada)
- Vietname
  - Hanói (Consulado)

## Europa
- Bélgica
  - Bruxelas (Embaixada)

## Organizações multilaterais
- Nova Iorque (Missão ante as Nações Unidas)